# Frans Vromman
Frans Vromman (Wingene, 25 februari 1923 - Brugge, 2 februari 2006) was een Belgisch stoetenbouwer en kunsthistoricus.

## Levensloop
Na de humaniora te hebben doorlopen aan het Sint-Jozefscollege Tielt, promoveerde hij tot licentiaat kunstgeschiedenis aan de Rijksuniversiteit Gent.
Hij werd ambtenaar bij het Koninklijk Instituut voor het Kunstpatrimonium (1949-1952) en maakte er de inventaris op van het religieus kunstpatrimonium in het kanton Brugge. Hij kwam ook in Brugge wonen.
Na studiemeester te zijn geweest aan het koninklijk atheneum in Brugge, werd hij leraar kunstgeschiedenis aan het Hoger Instituut voor Architectuur Sint-Lucas in Brussel en klom er op tot adjunct-directeur, een ambt dat hij vervulde tot aan zijn pensioen in 1984.

## Vromman in Brugge
In 1956 was Vromman medestichter van het Brugse Comité voor Initiatief, dat de stad verlevendigde met allerhande feestelijkheden.
In 1963 behoorde hij tot de stichters en werd de eerste voorzitter van de West-Vlaamse Gidsenkring, een nieuwe gidsenvereniging die tot stand kwam als dissidentie van de Koninklijke Gidsenbond.
In 1964 liet hij zich meeslepen om kandidaat te zijn voor de gemeenteverkiezingen op een dissidente lijst die de zetelende meerderheid wilde breken. Hij stond op de vijfde plaats en geloofde dat hij zou verkozen worden en schepen van de stad zou worden. Het werd een ontgoocheling want de lijst kreeg alleen haar kopman verkozen.

## Stoeten en processies
Frans Vromman werd bekend als stoetenbouwer. Tot zijn realisaties behoren:
- De jaarlijkse Breughelstoet in Wingene, vanaf 1954.
- De Praalstoet van de Gouden Boom in Brugge, als rekwisietenregisseur naast Remi van Duyn.
- De Reiefeesten in Brugge.
- De Garnaalstoet in Oostduinkerke.
- De Cantecleirstoet in Deinze.
- De Oogstsstoet in Veurne.
- De Kaasstoet in Passendale.
- De Stoet van Vlaanderen in Kortrijk.
- De Sint-Gommarusommegang in Lier.
- De Kerselarestoet in Oudenaarde.
- De Rederijkersommegang in Vilvoorde.
- Heilige Godelieveprocessie in Gistel.
- Tal van andere eenmalige stoeten.

Vromman was bekend voor de levendige wijze waarop hij zijn stoeten opbouwde en de toeschouwers boeide. Niemand beter dan hij wist waar hij kamelen, olifanten, schapenkudden, ezels, steltenlopers, een oude boerenkar, groepen van ruiters, bijzondere fanfares, enz. kon vinden.

## Publicaties
- Brugse gevelstijl, in: West-Vlaanderen, 1952.
- De kunst in het Graafschap Vlaanderen omstreeks 1302, in: West-Vlaanderen, 1952.
- De schatten van de gothische beeldhouwkunst, in: West-Vlaanderen, 1952.
- De Vlaamse kant, in: West-Vlaanderen, 1953.
- Schoonheid van het oude meubel', in: West-Vlaanderen, 1953.
- Kunstwerken in de Sint Pieterskerk te Lo, in: West-Vlaanderen, 1953.
- Oude monumenten en gevels te Veurne, in: West-Vlaanderen, 1953.
- Het rijk gebeeldhouwd kerkmobilair te Poperinge, in: West-Vlaanderen, 1954.
- Monumenten en gevels van Ieper, in: West-Vlaanderen, 1954.
- Barok- en Rococo-beeldhouwkunst in het Brugse, in: West-Vlaanderen, 1957.
- Fotografische inventaris van de Belgische bedehuizen, kanton Brugge, Brussel, 1965.
- Kunstwerken in de Brugse kerken en kapellen, Brugge, 1986.
- Beeldhouwer Hendrik Pulinx en de achttiende-eeuwse kunst in Brugge, Brugge, Van de Wiele, 2004.